# 얼음 마녀 장례식에 와주세요
《얼음 마녀 장례식에 와주세요》는 2002년 4월 26일에 MBC에서 방영한 베스트극장이다.

## 줄거리
별명이 '얼음 마녀'인 지숙은 일에서는 성공했지만 대인 관계는 걸음마 단계이다. 친구 혜원은 자기 밖에 모르고 사는 지숙에게 위암 말기이며 남은 삶은 길어봤자 3개월이라고 장난처럼 속인다. 하지만 혜원은 사고로 인해 턱뼈가 나가고 팔이 부러지면서 자신이 한 말이 거짓말이라는 사실을 지숙에게 말하고 싶지만 전달할 방법이 없다.
지숙은 3개월 후면 이 세상과 하직해야 된다는 혜원의 말을 믿고 주변 사람들에게 친절을 베푼다. 그리고 지숙은 친구이자 회사 동료인 동식에게 가짜 애인을 해달라고 부탁한다. 그리고 고향 집으로 같이 내려가 가족들에게 동식과 결혼하여 함께 유학을 떠난다고 거짓말을 한다.

## 등장 인물

### 주요 인물
- 임지은 : 이지숙 역
- 오대규 : 문동식 역
- 이지희 : 혜원 역

### 그 외
- 김인문 : 지숙의 아버지 역
- 정종준 : 지숙의 오빠 역
- 양희경 : 지숙의 올케 역
- 이인철 : 아파트 경비원 역
- 송귀현 : 구걸하는 사람 역
- 채명지 : 연숙 역
- 구혜영
- 정승재
- 이영미
- 신동미
- 마준오
- 오협
- 유승규 : 지숙의 조카 역
- 유승민 : 지숙의 조카 역